# Szörény (keresztnév)
A Szörény a régi magyar Szeveren, Szevér névből származó férfinév. Valószínűleg török eredetű, a jelentése szerető, szeretett, esetleg kis mormota.

## Rokon nevek
- Szörénd:[1] a régi magyar személynév, a Szörény -d kicsinyítőképzős származéka.[2]
- Zerénd:[1] a Zerind név alakváltozata.[3]
- Zerind:[1] a Szörény egyik feltételezett (de sehol sem dokumentált) eredeti alakjának, a Szeveren névnek a -d kicsinyítőképzős változata.[3]

## Gyakorisága
Az 1990-es években a Szörény, a Szörénd, Zerénd és a Zerind szórványos név volt, a 2000-es években nem szerepelnek a 100 leggyakoribb férfinév között.

## Névnapok
Szörény, Szörénd, Zerénd, Zerind
- január 8.[2]
- október 23.[2]

## Híres Szörények, Szöréndek, Zeréndek és Zerindek
- Tar Zerind, Árpád fejedelem dédunokája, Koppány vezér apja.
- Zerind táltos: a Vazul vére rockopera fiktív szereplője, Levente herceg nevelője.

## Lásd még
- Szevér, Szeverin, Severinus